# جيرارد هويرتا
جيرارد هويرتا (بالإنجليزية: Gerard Huerta)‏ هو طابع حروف ‏ ومصمم جرافيك أمريكي، ولد في 19 مارس 1952 في لوس أنجلوس في الولايات المتحدة.

## وصلات خارجية
- الموقع الرسمي